# Spešov
Spešov (in tedesco Speschow) è un comune della Repubblica Ceca facente parte del distretto di Blansko, in Moravia Meridionale.